# COP Project
Pour les articles homonymes, voir COP.
 (décembre 2021).
COP Project est un groupe allemand de techno, originaire de la Sarre. COP est l'acronyme des créateurs Joachim « Cassius » Clemens (gérant de discothèque et de label), Oliver Oaks (producteur de musique) et DJ Pi. Les autres membres étaient DJ Senad et le batteur live Elmar Federkeil.

## Histoire
Le projet musical a existé de 1997 à 2002, période durant laquelle sept singles ont été produits. Le titre le plus connu, Pornostar, est resté neuf semaines dans les charts allemands en 2000. Le groupe a fait des apparitions plus importantes à la Love Parade, à Nature One ou dans les programmes télévisés de VIVA Deutschland ou Top of the Pops.